# Корбу-Ноу
Корбу-Ноу (рум. Corbu Nou) — село у повіті Бреїла в Румунії. Входить до складу комуни Мексінень.
Село розташоване на відстані 159 км на північний схід від Бухареста, 32 км на північний захід від Бреїли, 34 км на захід від Галаца.

## Населення
За даними перепису населення 2002 року у селі проживали 1011 осіб, усі — румуни. Усі жителі села рідною мовою назвали румунську.